# Graaf van Abercorn
Graaf van Abercorn (Engels: earl of Abercorn) was een Schotse adellijke titel, genoemd naar de plaats Abercorn.
De titel werd in 1606 gecreëerd voor James Hamilton, die in 1603 al beleend was met de titel lord Abercorn. De 4e graaf, Claud Hamilton werd na zijn dood in 1691 vervallen verklaard van de titel, maar zijn jongere broer Charles Hamilton kreeg de titel het jaar erop terug.
De 9e graaf werd in 1790 markgraaf van Abercorn, waarmee de grafelijke titel aan de kroon viel.

## Graaf van Abercorn (1606)
- 1606 – 1618: James Hamilton (1575 – 1618), 1e graaf van Abercorn
- 1618 – 1670: James Hamilton (ca 1604 – 1670), 2e graaf van Abercorn
- 1670 – 1680: George Hamilton (ca 1636 – 1680), 3e graaf van Abercorn
- 1680 – 1691: Claud Hamilton (ca 1659 – 1691), 4e graaf van Abercorn
- 1692 – 1701: Charles Hamilton († 1701), 5e graaf van Abercorn
- 1701 – 1734: James Hamilton (ca 1661 – 1734), 6e graaf van Abercorn
- 1734 – 1744: James Hamilton (1685 – 1744), 7e graaf van Abercorn
- 1744 – 1789: James Hamilton (1712 – 1789), 8e graaf van Abercorn
- 1789 – 1790: John Hamilton (1756 – 1818), 9e graaf van Abercorn; werd in 1790 markgraaf van Abercorn